# Leucanthemum catalaunicum
Leucanthemum catalaunicum là một loài thực vật có hoa trong họ Cúc. Loài này được Vogt mô tả khoa học đầu tiên năm 1988.